# Opius mokotoensis
Opius mokotoensis är en stekelart som beskrevs av Fischer 1968. Opius mokotoensis ingår i släktet Opius och familjen bracksteklar. Inga underarter finns listade i Catalogue of Life.